# Гетто в Дуниловичах
Гетто в Дуни́ловичах (1941 — 21 ноября 1942 года) — еврейское гетто, место принудительного переселения евреев деревни Дуниловичи Поставского района Витебской области в процессе преследования и уничтожения евреев во время оккупации территории Белоруссии войсками нацистской Германии в период Второй мировой войны.

## Оккупация Дуниловичей и создание гетто
В 1931 году в Дуниловичах жили 685 евреев. Деревня была занята немецкими войсками 4 июля 1941 года и оккупация продлилась ровно 3 года — до 4 июля 1944 года.
Никто из евреев не успел эвакуироваться до прихода немцев. Практически сразу после оккупации, после начала работы комендатуры, была проведена перепись населения с выявлением евреев.
Поскольку евреи жили в Дуниловичах компактно, то вначале их не переселяли, а оставили жить в своих домах, но в условиях гетто, обложив под страхом смертной казни множеством ограничений.
Реализуя нацистскую программу уничтожения евреев, немцы создавали гетто почти во всех городах и населённых пунктах Беларуси, где проживало еврейское население. Так и в Дуниловичах оккупанты в начале 1942 года согнали 903 ещё живых еврея в закрытое гетто на улице Альцовской.
В Дуниловичи пригоняли и евреев из близлежащих населённых пунктов, и летом 1942 года в гетто находилось 979 евреев. Например, осенью 1941 года в Дуниловичское гетто пригнали (и затем вместе со всеми убили) всех евреев из деревни Волколата Докшицкого района.

## Условия в гетто
Евреям запрещалось ходить по тротуарам, посещать школы и больницы. Евреям под угрозой расстрела запрещалось появляться без опознавательных знаков — округлых желтых лат или шестиконечных звезд, выходить за территорию гетто.

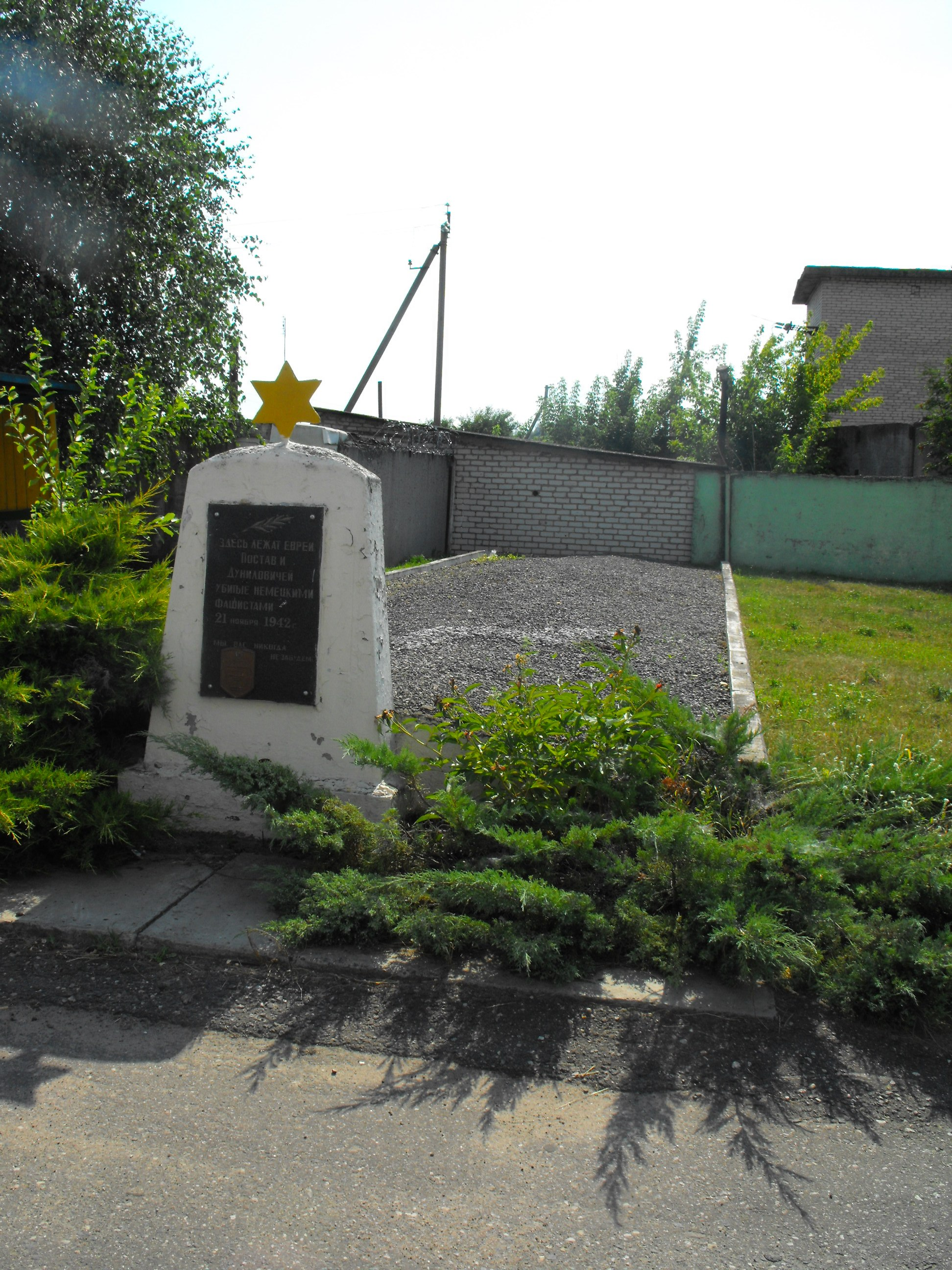
Памятник убитым евреям Постав и Дуниловичей в Поставах

Обречённым людям в день давали 150 грамм муки, и узники опухали от голода.
Оккупанты беспрерывно грабили евреев путём наложения всевозможных выдуманных штрафов и контрибуций и постоянно подвергали избиениям, унижениям и оскорблениям. Особенно немцы любили избивать евреев нагайками — до потери сознания, затем обливали холодной водой и продолжали избиение до смерти. Вскоре начались публичные групповые расстрелы евреев — «акции» (таким эвфемизмом гитлеровцы называли организованные ими массовые убийства).
Еврейских девушек и женщин полицаи постоянно насиловали. Обычным развлечением полицаев было разбивание головок еврейских младенцев ударами о стены домов или о мостовую на глазах у их матерей.
Все взрослые узники гетто ежедневно использовались на принудительных работах. Работать заставляли до изнеможения, причём практически без еды и отдыха. Еврея, посмевшего хотя бы присесть, тут же страшно избивали. Еврея по имени Гирш, решившего помочь соседке вкатить тачку в гору, полицаи заставили вырыть две ямы и на глазах у всех расстреляли под музыку губной гармошки стоящих рядом двух немецких солдат.

## Уничтожение гетто
В ноябре (июне) 1942 года немцы приказали всем евреям гетто собраться на центральной площади деревни якобы для отправки на работу в Германию. С собой приказали взять только самые необходимые вещи.
Из акта «Чрезвычайной Государственной Комиссии по расследованию преступлений, совершенных немецко-фашистскими захватчиками в Дуниловичском и Поставском районах» от 10 апреля 1945 года:

«В ноябре 1942 года начался массовый расстрел евреев. Специальный отряд из 35 немцев, приехавший из г. Глубокое, за три дня замучил и расстрелял 828 человек, из которых было 300 ни в чём не повинных детей. Ночью 21 ноября 1942 года на 4 машинах к гетто подъехало 35 немцев и, поставив пулеметы, начали обстреливать жилые дома. Когда рассветало, всех оставшихся в живых жителей гетто начали сгонять в сарай, там их раздевали и в одном нижнем белье выгоняли на улицу по 3-4 человека, где они расстреливались из автоматов пьяными немцами».
.
За три дня были замучены и убиты 828 евреев.
После убийства евреев их имущество свезли на склад бывшего райпотребсоюза (районного отделения Союза потребительской кооперации). Немцам пришлось разнимать полицаев, устроивших драку при делёжке вещей убитых.
21 ноября 1942 года были убиты последние узники Дуниловичского гетто.

## Случаи спасения и «Праведники народов мира»
В Дуниловичах 12 человек были удостоены почетного звания «Праведник народов мира» от израильского мемориального института «Яд Вашем» «в знак глубочайшей признательности за помощь, оказанную еврейскому народу в годы Второй мировой войны».
- Бронислав, Станислава, Флерьян, Станислав и Вероника Земченок, Бронислава Врублевская (Земченок). Спасли семью Гордон из четырёх человек: Янкеля, его жену Хинду и детей Абрама и Либу[4][19].
- Екатерина и Иван Кривенькие спасли Славину Соню[20].
- Анишкевич Целина, её сын Йозеф, дочери Скуратович Ванда и Болеслава. Спасли семью Славиных[21].

## Память
После войны в Дуниловичах жил только один еврей — Рудерман, вернувшийся с фронта. В 1958 году он за свои деньги поставил памятник узникам Дуниловичского гетто и сделал ограду на братской могиле жертв Катастрофы.